# Euphorbia lineata
Euphorbia lineata là một loài thực vật có hoa trong họ Đại kích. Loài này được S.Watson mô tả khoa học đầu tiên năm 1886.